# Новокомогоровка
Новокомого́ровка (рос. Новокомогоровка) — присілок у складі Кетовського району Курганської області, Росія. Входить до складу Садовської сільської ради.
Населення — 138 осіб (2010, 177 у 2002).